# Johannes Paul Scherer
Johannes Paul Scherer (* 1957 in Karlsruhe; † 17. März 2003) war ein deutscher Schriftsteller, Autor und Lehrer.
Er studierte Biologie, Deutsch und Katholische Theologie an der Pädagogischen Hochschule Karlsruhe.
Neben seiner Tätigkeit als Lehrer an einer Hauptschule veröffentlichte er zahlreiche Beiträge in Anthologien und Zeitungen. Nebenbei schrieb er auch Gedichte. 1986 veröffentlichte er seinen ersten Gedichtband bunt über grau und noch kurz vor seinem Tod stellte er seinen zweiten Band asichdssache zusammen. Allerdings erlebte er die Drucklegung nicht mehr.
Für sein bekanntestes Gedicht Nachds uffm Dorfplatz erhielt Scherer 2000 den Mundartpreis.